# ブルース・ヒューバナー
ブルース・ヒューバナー（Bruce Huebner, 1960年2月12日 - ）は、アメリカカリフォルニア州出身の音楽家、尺八演奏家（琴古流尺八師範）。人間国宝山口五郎に師事し尺八の伝統を受け継ぐ。

## 来歴
1960年2月12日、カリフォルニア州サンタモニカに生まれる。両親共に教師、祖父並びに叔父は牧師という家庭の3人兄弟の長男として育つ。10歳からドナ・クラークの元でフルートを学び、19歳からはカリフォルニア州立大学ノースリッジ校でサックスとフルートを学ぶ。
カリフォルニア州立大学ノースリッジ校音楽学部に入学後は、Gretal Shanleyよりフルート、William Calkinsよりサクソフォン、学外ではDon Raffelよりジャズの手ほどきを受け、1983年学位を取得し同大学を卒業。
ロサンジェルスのラジオ局 KCRWや、LA County Museum of Artで尺八に触れ、その魅力に魅せられ来日を決意する。1984年から3年間、日本語を学びながら、琴古流尺八（宗家竹友社）に入門し、川瀬順輔に師事、本格的な尺八の研究を始める。
1986年 カリフォルニア州立大学サンタバーバラ校東洋学修士課程に入学。1989年に修士論文「大乗仏教と琴古流尺八」で、修士課程を修了。
1990年文部省国費留学生として再来日。研究生を経て、外国人として初めて、東京藝術大学邦楽部修士課程に入学。人間国宝山口五郎に師事。1994年首席にて修士課程修了。
2000年まで福島女子短期大学、及び福島県立医科大学で教鞭をとる。
この間、琴古流尺八リサイタル（福島市　テルサホール）の開催、英語版「ビデオ尺八指南」全三巻の製作（1998年）、「コンテンポラリー三曲アンサンブル」で全米ツアーを行う（1999年）。また宗家竹友社の師範も取得している。
2000年に拠点を東京に移し、プロミュージシャンとして演奏活動を開始。レコーディングやライブで共演したアーティストは、原とも也(ギター) 、沢井箏曲院、Tokyo Big Band、三木敏悟率いるMiki Bingo Inter Gallactic Orchestra、高橋ゲタ夫がベースを務めるPink Bongo Jazz Band、Todd Isler（パーカッションイスト）Tom Pierson（作曲家、ピアニスト）、Susan Osborn（ボーカル）、Curtis Patterson（箏）とはTEDxTokyoで共演、加藤みえ（箏）、Takazawa Etsuko（箏）、山平アルマンド（ギター）、Steve Sacks（ジャズサックス）、前川睦生（聲明家であり大鳥山 東泉寺 住職）、Okura Kennosuke（ドラマー）など。
1999年にジャズピアニストで作曲家のジョナサン・カッツと結成したジャズワールドミュージックグループ「Candela」が2002年にリリースしたCDアルバム「Mogami」は月刊ステレオマガジンにてBEST5アルバムに選出さる。Candelaは、2003年4-5月に4カ国（スペイン、フランス、ドイツ、イタリア）のヨーロッパツアーを行い、その後、世界的音楽フェスティバル「Toronto Downtown Jazz Festival」に日本から唯一参加、これを皮切りに北米ツアーを2003年6月よりスタート。トロントの他に、ニューヨークの名ライブハウス「Joe's Pub」などで出演。翌2004年1月には「Blue Note New York」に出演。
NHK衛星放送「Begin Japanology」(ピーター・バラカン司会)、TBS「音舞台」(奈良薬師寺)、日テレ「ぶらり途中下車の旅ー鶴見駅」出演等。
2007年から、桜の開花北上に合わせた「桜前線ツアー」を毎年開催している。2016年にはツアーメンバーバー諏訪光風とのユニットAeolian DuoによるCDアルバム「Aeolian Voyage」を発表。同時期に同じくギタリストのGeorge QuirinとのユニットTradewinds Pacificaから「Pelican Buoy」を発表。
2011年の福島の震災以降、東日本大震災の復興を目的とし、東日本大震災後被災地での「恩返しコンサート」を80回以上続けている。
2016年からは福島大学で『英語による日本の文化：Shakuhachi in English』と題された講義を行っている。
横浜在住、多忙なライブ活動の中、東北地方の自然の中を渡り歩き、故郷のシエラネバダ山脈でのトレッキングを楽しむなど、自然との触れ合いを通して新しい表現を模索している。

## ディスコグラフィー
- 1999年 - アケボノ（尺八独奏）
- 2000年 - Mogami（Candela）
- 2003年 - Rise Above（Candela）
- 2005年
  - Bright Ones, Dark Ones（BODO）
  - Going Home（Curt and Bruce）
- 2007年
  - Tracings 風紋（Curt and Bruce）
  - Deep Forest（尺八独奏）
- 2010年 - ズイ（ZUI）
- 2016年
  - Aeolian Voyage（Aeolian Duo）
  - Pelican Buoy（Tradewinds Pacifica）

## 出版活動
- 1998年 - DVD教本　英語版「ビデオ尺八指南」DVD全三巻
- 1999年 - DVD教本　Shakuhachi Shihan in English, Vol. 1,2,3,4 (DVD)
- 2008年 - DVD教本「ジャズ尺八」
- 2009年 - DVD教本　2009年英語版「ビデオ尺八指南-ジャズ尺八-」

## 教育活動
- 1996年 - 福島県立医科大学（-2015年）
- 1999年
  - ケント州立大学
  - サンタバーバラ シティ カレッジ
- 2005年 - ローマ大学
- 2011年 - セント・ローレンス大学
- 2015年 - ブリティッシュ・コロンビア大学
- 2016年 - 日本経済大学
- 2017年
  - 明治学院大学
  - 長野女子短期大学

## コンサート活動
- 1997年 - 山田流箏曲　『竹生島』
- 2000年 - STB, Roppongi, Tokyo（-2004年）
- 2003年 - Joe's Pub, New York City
- 2004年
  - 京都コンサートホール
  - New York Blue Note
- 2005年 - Motion Blue, Yokohama
- 2008年 - 桜前線コンサート（東京、横浜、福岡、鹿児島、岩手、秋田、仙台、他）（-2018年）
- 2011年 - 東日本大震災後被災地 Going Home シリーズ
- 2014年 - 「音舞台」(奈良薬師寺)
- 2017年
  - Presidio Chapel, Santa Barbara
  - ソルトレイク（George Quirinとの共演）
  - ShapeShifter Lab, Brooklyn, NY, USA（Todd Islerとの共演）
- 2018年 - 桜前線コンサート

## 関連人物
- 沢井琴アカデミー